# ۲۵۵ (پیش از میلاد)
۲۵۵ (پیش از میلاد) ۲۵۵مین سال قبل از تقویم میلادی است.